# 萊恩·克羅
萊恩·克羅（英語：Leanne Crow，1988年6月2日—）是一位英國色情女模特兒和演員，以豐滿的巨乳而聞名。

## 生平
萊恩·克羅1988年6月2日生於泰恩-威爾郡桑德兰。2009年4月，爭取成為《太陽報》第3頁偶像，但未能獲勝。當時她的胸圍是G罩杯。根據本人所述，15歲的時，「我的乳房一夜之間長大」，從「無」到C罩杯，並逐漸保持增長，直到17歲時測量到F罩杯。隨著時間的推進，她的胸圍越來越大，首先是HH罩杯，後來到J；由於乳房的重量導致全身體重略微增加了11磅。2011年3月24日，在YouTube問答環節中，克羅表示乳房尺寸目前是史上最大，她現在是34JJ；乳房在不到四個月的時間裡從HH罩杯變成了JJ。2013年4月，其胸圍確定至少需要一件K罩杯；克羅4月12日在推特上表示胸圍已超過JJ罩杯。
克羅2010年4月成為PinupFiles網站（主打巨乳女人的色情網站）新晉模特兒。2010年9月，她為DDF Busty網站拍攝首張寫真照和影片。2011年3月與《好印象》（Score）雜誌拍攝寫真照，人氣提升，該雜誌將克羅為他們拍攝的第一張照片命名為「乳房皇室」（Breast Royalty）。2011年7月，克羅聲稱有望終止裸照模特兒，專注於內衣和泳裝模特兒領域；但最後放棄了此想法。2011年，《好印象》推出了兩部寫真DVD：《萊恩的豐滿夏日》（Leanne's Stacked Summer）及《地點：巴亞爾塔港》（On Location: Puerto Vallarta）；克羅藉此與其他知名成人影星合作，如安吉拉·懷特、Hitomi及珍娜·瓦倫汀（Jenna Valentine）。
2015年7月的PinupFiles和個人網站都提到她的胸圍現在是32M。克羅目前居住在美國加利福尼亞州馬里布。

## DVD
- 2011：《萊恩的豐滿夏日》（Leanne's Stacked Summer）[7]
- 2011：《地點：巴亞爾塔港》（On Location: Puerto Vallarta）[10]
- 2014：《雙重D+女同性戀者》（Double D+ Lesbians）[1]
- 2015：《火辣汽車和辣妹》（Hot Cars and Hot Babes）[1]
- 2016：《奶子領土2》（Titty Land 2）[1]
- 2016：《搖晃罐頭2》（Jiggling Juggs 2）[1]
- 2016：《胸部暴露》（Boobs Exposed）[1]

## 外部連結
- 官方网站
- 萊恩·克羅在互联网电影资料库（IMDb）上的資料（英文）
- 萊恩·克羅的Instagram帳戶
- 萊恩·克羅的X（前Twitter）